# Love over Gold
Love over Gold è il quarto album del gruppo rock britannico Dire Straits, pubblicato nel 1982.

## Descrizione
Con 10 milioni di copie vendute, è uno dei dischi di maggior successo dei Dire Straits ed è spesso considerato uno degli album migliori nella produzione della band di Mark Knopfler. 
L'album debuttò al primo posto nella Official Albums Chart (mantenendo la vetta per quattro settimane) e raggiunse anche la prima posizione in Italia, Austria, Paesi Bassi (per sei settimane), Norvegia (per cinque settimane) e Nuova Zelanda (per dodici settimane), la seconda in Svezia e la quarta in Germania.
Per la prima volta figurano su disco i contributi del chitarrista ritmico Hal Lindes e del tastierista Alan Clark, che avevano in precedenza accompagnato la band durante l'On Location: The World Tour nel 1981.
Telegraph Road è un lungo brano rock che caratterizza l'album con il suo assolo di chitarra. Il singolo di lancio in Europa, Private Investigations, è invece un brano ricco di sperimentazione: Mark Knopfler registra e fa mixare nel brano il rumore della sua camminata, di una monetina che gira su un tavolo e di un bicchiere che si rompe.
La copertina dell'album raffigura un lampo di un fulmine nel buio della notte.

## I brani

### Telegraph Road
Brano di apertura dell'album, Telegraph Road si protrae per oltre 14 minuti. Dal punto di vista musicale, si tratta di una canzone raffinata negli arrangiamenti e negli inserti strumentali, contraddistinti da un'ampia tavolozza cromatica.

### Private Investigations
L'io narrante del pezzo, racchiuso in un'atmosfera tipicamente da noir americano, è un investigatore deluso dal suo sporco ambiente e da un lavoro che lo avvicina pian piano agli aspetti più sordidi dell'umana esistenza.

### Industrial Disease
A dispetto del tono apparentemente disimpegnato suggerito dalla vivace melodia dell'organo, Industrial Disease è un brano segnato da una forte connotazione politica: il testo della canzone, denunciando i problemi della società contemporanea, critica il consumismo, il capitalismo e di riflesso il
liberismo. Il pezzo è stato proposto in concerto nel corso delle tournée Dire Straits 1982/3 e Live in 85/6.

### Love over Gold
Protagonista della title track è una figura femminile fragile, incoerente e scostante. Dal
punto di vista musicale, la canzone presenta evidenti ascendenze jazz e un arrangiamento estremamente elegante, costruito intorno al dialogo tra la chitarra di
Knopfler e il vibrafono di Mike Mainieri. Una breve versione dal vivo di Love over Gold, tratta dall'album Alchemy: Dire Straits Live, è stata distribuita come singolo.

### It Never Rains
It Never Rains è un brano affine a Telegraph Road per impostazione stilistica. Il testo si
configura come una sorta di invettiva dell'io lirico nei confronti di una figura femminile che si è comportata in modo cinico verso di lui, ferendo i suoi sentimenti; il tono del
narratore – inizialmente pacato – si fa progressivamente più aspro, lasciando spazio infine ad una lunga coda strumentale sostenuta dai fraseggi chitarristici di Knopfler.

## Accoglienza critica
| Recensione       | Giudizio |
| ---------------- | -------- |
| AllMusic         |          |
| Robert Christgau | C+       |
| Rolling Stone    |          |

Nella recensione retrospettiva per AllMusic, Stephen Thomas Erlewine ha dato all'album un giudizio di quattro stelle su cinque, osservando che l'aggiunta di un nuovo chitarrista ritmico «espande i suoni e le ambizioni [della band]». Il critico ha aggiunto che «in un certo senso, l'album è il loro impegno nel prog rock, contenente solo cinque canzoni, tra cui l'apertura di 14 minuti Telegraph Road».
Nella sua recensione per la rivista Rolling Stone, David Fricke definì l'album «una dichiarazione di intenti» e «un disco ambizioso, a tratti difficile, coinvolgente nei suoi successi e, in definitiva, affascinante nelle sue indulgenze». Definì inoltre Telegraph Road «una sfida per l'attenzione media del fan del pop» con la sua «avanzata storica e tensione intima».

## Tracce
Testi e musiche di Mark Knopfler.
Lato A
1. Telegraph Road – 14:20
2. Private Investigations – 7:00

Lato B
1. Industrial Disease – 5:50
2. Love over Gold – 6:15
3. It Never Rains – 7:55

## Formazione
- Mark Knopfler - chitarra solista e voce
- Hal Lindes - chitarra ritmica
- John Illsley - basso
- Alan Clark - tastiera
- Pick Withers - batteria

### Altri musicisti
- Mike Mainieri - vibrafono e marimba in Private Investigations e Love over Gold
- Ed Walsh - sintetizzatore

### Produzione
- Neil Dorfsman - ingegneria del suono
- Barry Bongiovi - assistenza ingegneria del suono
- Bill Kipper - mastering
- Bob Ludwig - mastering

## Classifiche

### Classifiche settimanali
| Classifica (1982) | Posizione massima |
| ----------------- | ----------------- |
| Australia         | 1                 |
| Austria           | 1                 |
| Canada            | 6                 |
| Finlandia         | 1                 |
| Francia           | 2                 |
| Germania          | 4                 |
| Italia            | 1                 |
| Norvegia          | 1                 |
| Nuova Zelanda     | 1                 |
| Paesi Bassi       | 1                 |
| Regno Unito       | 1                 |
| Spagna            | 6                 |
| Stati Uniti       | 19                |
| Svezia            | 2                 |
| Svizzera          | 1                 |

### Classifiche di fine anno
| Classifica (1982) | Posizione |
| ----------------- | --------- |
| Australia         | 12        |
| Austria           | 20        |
| Canada            | 54        |
| Francia           | 13        |
| Italia            | 6         |
| Nuova Zelanda     | 2         |
| Paesi Bassi       | 2         |
| Regno Unito       | 6         |
| Classifica (1983) | Posizione |
| Australia         | 6         |
| Austria           | 18        |
| Canada            | 36        |
| Germania          | 26        |
| Nuova Zelanda     | 5         |
| Regno Unito       | 55        |